# غارهای رستم‌کلا
غارهای رستم‌کلا مربوط به دوران پیش از تاریخ ایران باستان است و در شهرستان بهشهر، دامنه کوه‌های هوتوکش واقع شده و این اثر در تاریخ ۲۵ اسفند ۱۳۸۰ با شمارهٔ ثبت ۵۴۰۳ به‌عنوان یکی از آثار ملی ایران به ثبت رسیده است.